# Alexander Exner

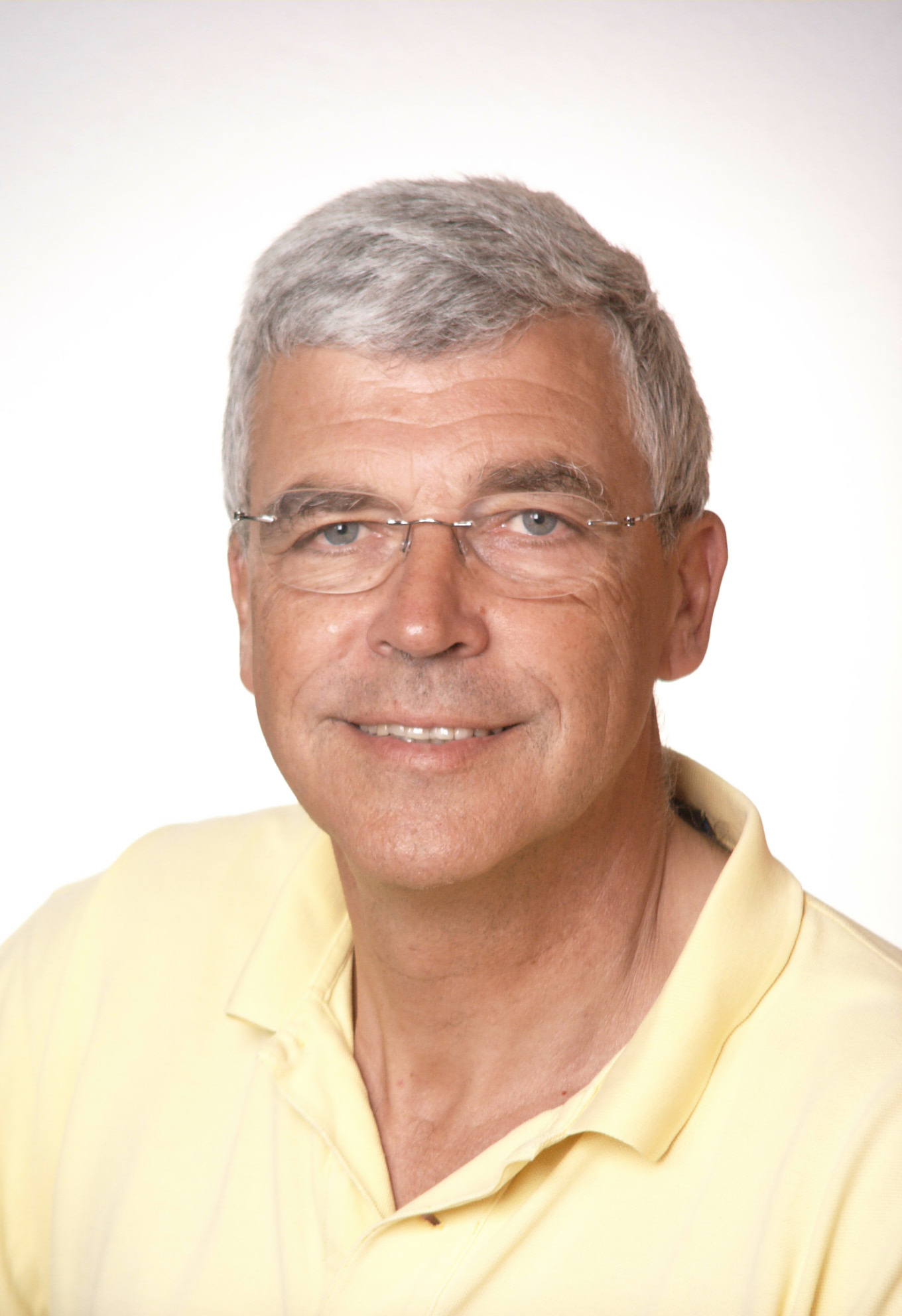
Alexander Exner

Alexander Exner (* 25. September 1947 in Wien) ist ein österreichischer Organisationsberater und Manager. Sein Schwerpunkt liegt in der Entwicklung und praktischen Anwendung der systemischen Beratung und des systemischen Managements.

## Biografie
Exner studierte Betriebswirtschaft und Maschinenbau an der TU Wien. Nach seinem Studium begann er 1974 seine Tätigkeit als Organisationsberater mit dem Ansatz der Organisationsentwicklung. 1980 gründete er die Beratergruppe Neuwaldegg, Gesellschaft für Unternehmensberatung und Organisationsentwicklung in Wien, der er bis Ende 2018 angehörte. Exner ist außerdem Lehrtrainer und Lehrberater der österreichischen Gesellschaft für Gruppendynamik. Seit 2005 ist er auch geschäftsführender Gesellschafter der Exnerberatung GmbH.
Ab Anfang der 1980er Jahre setzte er sich mit Vertretern verschiedener Disziplinen, wie Niklas Luhmann,  Dirk Baecker, Fritjof Capra oder Vertretern der Mailänder Schule, mit dem Transfer der systemischen Erkenntnisse aus Soziologie und systemischer Familientherapie auf die Beratung von Unternehmen auseinander. Er ist Mitbegründer der 1986 gegründeten Forschergruppe Neuwaldegg, deren Ziel es ist, Forschung und Praxis in Management und Beratung zu verbinden. 
Exner war von 1975 bis 1989 als Berater der Palfinger AG tätig und wurde von 1989 bis 1997 in den Vorstand bestellt. Von 1997 bis 2011 war er Mitglied des Aufsichtsrates und des Strategieteams. Von 2003 bis 2010 bekleidete er zusätzlich die Funktion des Aufsichtsratsvorsitzenden.
Ab Anfang 2000 lag ein Schwerpunkt seiner Tätigkeit in der Weiterentwicklung des systemischen Managementansatzes. In diesen Jahren entstand, gemeinsam mit Kollegen aus Forschung, Beratung und Wirtschaft, das Managementmodell der Unternehmens(Selbst)Steuerung.

## Monographien
- mit Hella Exner, Gerhard Hochreiter: Selbststeuerung von Unternehmen. Campus Verlag, Frankfurt/New York 2009, ISBN 978-3-593-38825-0.
- mit Roswita Königswieser: Systemische Intervention. Architekturen und Designs für Berater und Veränderungsmanager. 9. Aufl., Schäffer-Poeschel, Stuttgart 2019, ISBN 978-3-7910-4322-7.